# お慕い申し上げます
『お慕い申し上げます』（おしたいもうしあげます、OSHITAI MOUSHIAGEMASU）は、朔ユキ蔵による日本の青年漫画。『ジャンプ改』（集英社）にて、2011年No.1から2014年11月号（最終号）まで連載された。キャッチフレーズは「お寺系」ラブストーリー。主軸は寝取られ要素も含むやや男性視点寄りの恋愛漫画であり、執着、色欲、嫉妬などの煩悩とそれに苦悩する様が描かれる。また、日本の寺院と檀家の関係・仏教の実情にも物語の大部分が割かれている。

## あらすじ
寺の跡継ぎである佐伯清玄は僧として妻帯しないと心に決めていたが、総代会長の顔を立てるためにお見合いをすることになる。そこに現れたのは以前ファンだった日本代表のマラソンランナー清沢節子だった。しばらく目を奪われたが、すぐに清玄は結婚を断った。「お嫁になる」ために寺を訪れていたのに断られた節子は、その夜再び寺を訪れ、住職に自分が抱えている悩みを相談する。翌日、清玄は寺の弟子候補として再び現れた節子に目を疑う。そんな中、近くの寺への手伝いを終えて1年半ぶりに同僚高木清徹が戻ってくる。寺の中で三角関係が生じ、各自の暴走から話は急展開していく。

## 登場人物
この項目では戒名（僧名）の読み仮名をカタカナ表記とする。

### 祥願寺
承安3年（1173年）創建。市の重要文化財である。十一面観音像などが安置されている。
佐伯 清玄（さえき セイゲン / さえき きよはる）
本作の主人公。祥願寺の副住職。29歳。10歳の時に得度し、宗門の大学を出て修行を終えた後、寺に戻って6年目である。眉毛は濃く、眉尻が下がっており、眠そうな大きい二重瞼をしている。清徹によると「融通がきかず偏屈だが仏の教えに対して真摯に向き合おうとしている男」。自身の代で祥願寺を世襲寺から解放するために「所帯」は持たないという目標を掲げているものの、自身の性欲には抗えずセックスフレンドがいる。14歳の時に節子の走りに強く惹かれ、彼女が掲載された陸上雑誌も大量に購入していた過去があり、清徹もそれを知っている。表向きは自分の理想を伝えて節子に対し説教じみた発言をするが、裏では中学生のころの想いを忘れられず、悶々としており自らの色欲に抗えずオナニーやセックスをし、後悔する。また、様々な面から清徹を苦手としている。その頼りなさから檀家には峰博住職引退後の祥願寺を不安視されている。中学時代は毛髪があり、色を染めていた。
清沢 節子（きよざわ せつこ）
2年前まで日本代表としてオリンピック出場など世界で活躍していたマラソン選手。29歳。黒髪ロングヘアでやや垂れ目、左目の下にほくろがある美人。見合いの前日に清玄のカーセックスを目撃し、見合いの最中、清玄からすぐに結婚を断られた際にそれを話し、破談となる。その夜、再び寺を訪れ峰博に悩みを打ち明け救いを求め、翌日弟子候補として祥願寺へ現れる。賃貸アパートで暮らしていたが、寺の離れに住み込むようになった。当初は清玄にほのかに惹かれて意識していたが、清徹に突然キスをされて以降は清徹に執着するようになる。14歳の時に都道府県対抗女子駅伝中学生区間で驚異の新記録を樹立し、「怪物」と言われ一瞬の輝きを得たが、山本恵と出会って以降15年間苦杯をなめ続け、現在も憎しみを抱いている。勝つため、走ることに全てを注いで来たため男性と交際したことも抱きしめられたことも無かった。
高木 清徹（たかぎ セイテツ） / 高木 徹（たかぎ とおる）
祥願寺の役僧。29歳。清玄の同級生であり小中高ずっと一緒に過ごした。小学生の時に死ぬことが怖くなり、後に世間を捨て僧侶となった変わり者。峰博を気に入っていて、基本的に何でも従う。剛衛寺を手伝うために派遣されていたが1年半ぶりに戻ってきた。出来が良く、見栄えも良く、女性にモテる。切れ長の二重であり釣り目で三白眼、眉は細く整えている。僧であるかぎり「妻帯」はしないと決めており、清玄とはたまに向かい合って問い合う。皆のものである寺を私物化している清玄の祖母を快く思っていない。高木家は古くから祥願寺の有力な檀家であり、高祖父は袈裟などを贈っている。その高木家の次男である。
佐伯 峰博（さえき ホウハク）
祥願寺の住職で大僧正。代表役員。89歳。秀子の父で清玄の祖父。とても背が低く、頭は完全に禿げており、耳は大きな福耳で目は糸のように細く、眉毛は耳の方まで長く伸びて下がっている。飄々としており、たまに呆けたふりをする。弟子として節子を迎えたものの世話は清玄にまかせている。清玄と同じく、寺に生まれて僧侶となった。
佐伯 秀子（さえき ひでこ）
祥願寺側の責任役員。峰博の娘で清玄の母。父に似てかなり背が低く小柄。髪型はぱっつん風のショートボブ。清玄と節子の関係が良好だと誤解しており、節子が嫁に来るものだと思って檀家の主婦達に見せびらかしている。
佐伯 琴美（さえき ことみ）
清玄の妹。ややクセのあるロングヘアで垂れ目、睫毛が長く、スレンダー。学生。清玄を「お兄ちゃん」と呼ぶ。
おばあさま
峰博の妻で清玄の祖母。長めのおかっぱ頭で睫毛が長く、和服を着ている。峰博の弟子だからと節子・清徹に寺の土地ではない私的な庭の草むしりを依頼し、清徹に断られると悪態をついた。

### 剛衛寺
永禄2年（1559年）創建。祥願寺にゆかりのある寺。
福田 照恵（ふくだ ショウエ）
剛衛寺住職。寺の一人娘として生まれ、亡くなった父の後を継いだ。剃髪しており、目も眉も垂れ下がっていて睫毛が長い。超現実的で性格が悪い。寺生まれでない清徹を気に入っており、婿に迎えるべく狙っている。ジョギング中に倒れた節子を拾い、一旦寺に運んだ。ギラついた目をして恵の後ろで粘って力強い走りをしていたころの節子のファンだった。

### 檀家総代
遠藤 和雄（えんどう かずお）
祥願寺の総代会長。檀家側の責任役員。清玄と節子の見合いをセッティングした。前頭部が禿げている。
高木 一（たかぎ はじめ）
高木家の長男で清徹の兄。36歳。県会議員との会合で来れなくなった相談役の父に代わり、委任状を持って役員会へ現れた。清徹とは似ていないが端整な顔をしている。ノリが軽く、馴れ馴れしく、空気が読めない。役員の前で自身が寺には好意的ではないと伝えた。実家のある街が嫌で出て行ったが、清徹が出家したことにより家に連れ戻された。

### その他の人物
房子の姪
清玄のセックスフレンド。ロングヘアでやや丸顔、いつも穏やかな笑顔を浮かべている。ややふくよかな身体をしていて胸が大きい。祥願寺の檀家さんの姪だが、本人とその両親は別の寺の檀家である。
山本 恵（やまもと めぐみ）
元マラソン無敗王者の金メダリストにして現・衆議院議員。節子の現役時代のライバル。圧倒的な得票差で初当選を果たした。
太郎（たろう）
清玄の友人。酒屋・三河屋（みかわや）の息子。
ヒロエ
太郎の祖母。清玄と太郎が飲み屋にいる時に亡くなる。峰博とは付き合いが長く、「ハナタレ」と呼んでいた。口の悪い老婆。亡くなる5年前に戒名を受け取りに寺へ来ていた。「あの世なんてない」が口癖だった。
定信（テイシン）
15年ほど前に祥願寺にいた「娘婿」。作中で直接的な描写は無いが秀子の元・夫で清玄の父と思われる。
ねたみちゃん / そねみちゃん
節子の身体から出て来たり消えたりする生き物・物の怪。身体は節子の口より小さく、頭部には目と口があり、頭の両側にはお下げ髪のような形をした触角状のものが生えている。腹部からは手足が二本ずつ生えている。日本語を喋り、口癖は「妬ましいゾ」。人間には見えず、声も聴こえない。節子にだけ見えているのか読者のための比喩表現の一種なのかは単行本第2巻の時点では不明である。

## 物語の舞台
古くから城下町、河川による「流通の要地」として栄え、江戸時代に宿場町として隆盛した街。大正時代に繊維産業で賑ったが近年は産業構造の変化に取り残されている。市内の寺院数は約160で北東部のはずれに祥願寺と剛衛寺がある。単行本第2巻までには、街のモデルや地域を特定できるような情報は確認されていない。

## 書誌情報
- 朔ユキ蔵 『お慕い申し上げます』 集英社 〈ヤングジャンプコミックスχ〉、全6巻
  1. 2012年4月10日発売 ISBN 978-4-08-879306-1
  2. 2012年8月10日発売 ISBN 978-4-08-879411-2
  3. 2013年1月10日発売 ISBN 978-4-08-879578-2
  4. 2013年8月9日発売 ISBN 978-4-08-879662-8
  5. 2014年3月10日発売 ISBN 978-4-08-879780-9
  6. 2014年11月19日発売 ISBN 978-4-08-890037-7